# Aide sociale en France
Pour les articles homonymes, voir Aide sociale.
L’aide sociale en France regroupe l'ensemble des prestations sociales versées aux personnes en situation de pauvreté ou d'extrême pauvreté. L’aide sociale a pour objectif de répondre aux besoins primordiaux des personnes.
On la distingue de l'action sociale, qui elle englobe l'aide sociale mais également les actions engagées pour sortir les personnes concernées de cette situation.
Il n’existe pas de définition officielle, et donc unique, de l’aide et de l’action sociales en France. Dans cet article, celles-ci n’incluent pas, par exemple, l’ensemble des minima sociaux ou des prestations telles que les allocations logement.
En 2018, l’aide et l’action sociales en France représentent 73 milliards d’euros, soit 10 % de l’ensemble des dépenses de protection sociale.
Ces prestations contribuent significativement à la diminution de la pauvreté.
Parmi l’aide et l’action sociales, sont distinguées  l’aide sociale dite « légale » ou obligatoire, qui est régie et imposée par la loi ; l’aide sociale dite « extralégale » ou facultative, qui reprend les dispositifs de l’aide sociale légale, mais où le pourvoyeur d’aide décide de montants plus élevés ou de conditions d’attribution plus souples ; l’action sociale, parfois dite « facultative », qui recouvre tout ce qu’une collectivité ou un acteur de la protection sociale mène auprès de personnes dans le besoin, en dehors ou en complément des régimes de sécurité sociale et de l’aide sociale.
Tous les allocataires sont inscrits dans le Répertoire national commun de la protection sociale, fichier national utilisé pour la vérification des conditions d’attribution d’une aide.

## Nombre de mesures d’aide sociale des départements et dépenses associées
Les départements financent la moitié de l’aide et de l’action sociale, ils y consacrent 67 % de leurs dépenses de fonctionnement en 2018. En décembre, ils ont attribué 4,3 millions de mesures et de prestations à 6 % de la population, au titre de l’aide à l’insertion, aux personnes âgées, aux personnes handicapées et de la protection des enfants ou des jeunes majeurs en danger ou en risque de l’être. Ils ont, pour cela, dépensé 38,4 milliards d’euros (nets des recouvrements ou remboursements), pour l’ensemble de l’année 2018.
| | Nombre d’aides en décembre (en milliers) | Dépenses annuelles brutes (en millions d’euros) |
| Insertion (Revenu de solidarité active) | 1 906                                    | 12 082                                          |
| Aide sociale aux personnes âgées (dont Allocation personnalisée d'autonomie et Adaptation scolaire et scolarisation des élèves handicapés) | 1 465                                    | 7 697                                           |
| Aide sociale aux personnes handicapées (dont Prestation de compensation du handicap)                                                       | 546                                      | 8 440                                           |
| Aide sociale à l'enfance | 355                                      | 8 300                                           |
| Personnel, services communs et autres frais d’intervention sociale                                                                         | -                                        | 3 403                                           |
| Total | 4 272                                    | 39 921                                          |

## Autres acteurs de l'aide sociale
Les communes ont certaines obligations en matière d’aide sociale, réalisées par le centre communal d'action sociale lorsqu’il existe. Une partie des dépenses de l’assurance maladie sont destinées à la prise en charge des personnes âgées dépendantes et des personnes handicapées en établissement ou en service médico-social, elles sont considérées comme faisant partie du champ de l’aide et de l’action sociales et elles constituent 26 % des dépenses totales d’aide et d’action sociales en 2018. Enfin l’État n’a qu’une relative faible partie de l’aide sociale (7% du total des dépenses) comme l’aide médicale d'État.